# Senatus consultum
Senatus consultum (łac. senatus 'starszyzna' i consulere 'radzić') — w starożytnym Rzymie uchwała senatu. W okresie republiki miało ono jedynie charakter doradczy. Na początku okresu pryncypatu senat przejął funkcje ustawodawcze, wówczas senatus consulta nabrały moc prawa obowiązującego. Jak określił Gajus w swych Institutiones senatus consultum jest tym, co senat nakazuje i ustanawia; ma ono moc ustawy, choć co do tego były wątpliwości. Współczesny mu Pomponiusz Sekstus podaje: senatus ... quidquid constituisset observabatur, idque ius appellabatur senatus consultum (senat ... cokolwiek postanowił, było to przyjmowane, a prawo to nazywano senatus consultum), zaś wyliczając źródła prawa wymienia jako jedno z nich senatus consultum, quod solum senatu constituente inducitur sine lege (senatus consultum, które jest wprowadzane nie na mocy ustawy, ale z woli senatu). Inicjatywę uchwałodawczą posiadał cesarz, który pod koniec pryncypatu posiadł tę możność na wyłączność. Głosowanie senatu było de facto formalnością, w późniejszym okresie zastąpione zostało przyjęciem przez aklamację. Przejawem dominującej pozycji cesarza był m.in. fakt, że od końca II wieku senatus consultum określano oratio principis in senatu habita (mowa princepsa mająca miejsce w senacie).
Poniższe zestawienie przedstawia listę najważniejszych senatus consulta:
- Senatus consultum Silanianum - uchwała senatu z 10 r. pozwalająca na wydanie na tortury wszystkich niewolników właściciela, który został zamordowany, a sprawcy nie ujęto[4];
- Senatus consultum Velleianum - uchwała senatu z 46 r. zabraniająca kobietom poręczania za dług osób trzecich;
- Senatus consultum Claudianum (I) - uchwała senatu z 49 r. pozwalające na zawarcie małżeństwa między stryjem i bratanicą (celem tej uchwały było umożliwienie ślubu Klaudiusza z Agrypiną Młodszą);
- Senatus consultum Claudianum (II) - uchwała senatu z 52 r. stanowiąca, że kobieta wolna żyjąca w związku faktycznym z niewolnikiem wbrew woli jego właściciela stawała się niewolnicą;
- Senatus consultum Trebellianum - uchwała senatu z 56 lub 57 r., na mocy której fideikomisariusz uniwersalny stawał się następcą ogólnym spadkodawcy;
- Senatus consultum Neronianum - uchwała senatu z ok. 60 r. traktująca o legatach;
- Senatus consultum Pegasianum - uchwała senatu z 73 r. ustanawiająca tzw. kwartę pegaziańską;
- Senatus consultum Macedonianum - uchwała senatu wydana za panowania cesarza Wespazjana, zakazująca udzielania pożyczki  filius familias znajdującemu się pod władzą pater familias (przyczyną wydania uchwały było zabójstwo ojca, jakiego dopuścił się syn imieniem Macedo w celu przyśpieszenia nabycia spadku i spłacenia z niego pożyczki);[5]
- Senatus consultum Tertullianum - uchwała senatu z czasów cesarza Hadriana ustanawiająca prawo do dziedziczenia po dzieciach dla kobiety posiadającej ius liberorum;
- Senatus consultum Orfitianum uchwała senatu z 178 r., na mocy której dzieci dziedziczyły po matce przed wszystkimi agnatami;
- Oratio Severi - uchwała senatu z 195 r., która zabraniała opiekunowi zbywania i zastawiania gruntów należących do pupila;
- Oratio Severi et Caracallae - uchwała senatu z 206 r. uznająca darowizny między małżonkami pod warunkiem przetrwania małżeństwa do śmierci darczyńcy[6].